# كوهي كيياما
كوهي كيياما (باليابانية: 喜山 康平) (22 فبراير 1988 في طوكيو في اليابان – )؛ هو لاعب كرة قدم ياباني سابق كان يلعب كمهاجم.

## وصلات خارجية
- كوهي كيياما على موقع رابطة كرة القدم اليابانية للمحترفين (اليابانية)
- كوهي كيياما على موقع قاعدة بيانات كرة القدم.إي يو (الإنجليزية)
- كوهي كيياما على موقع Soccerway.com (الإنجليزية)
- كوهي كيياما على موقع عالم كرة القدم.نت (الإنجليزية)